# Perpendicular Style

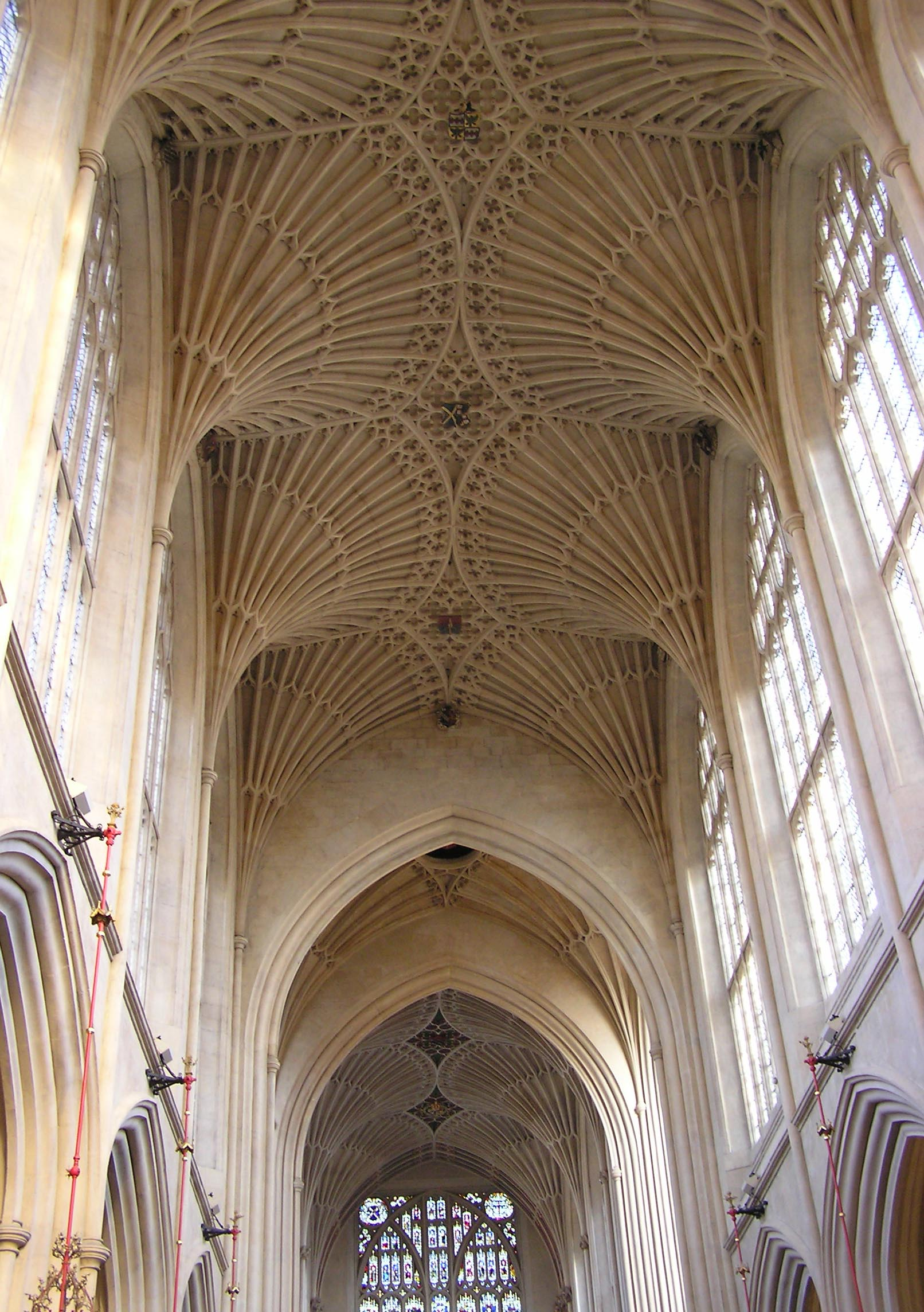
Perpendicular Style

Perpendicular Style, Gotyk wertykalny – późna faza gotyku angielskiego, według klasyfikacji Thomasa Rickmana. Porównaj z Early English (wczesny gotyk) i Decorated Style (dojrzały gotyk).

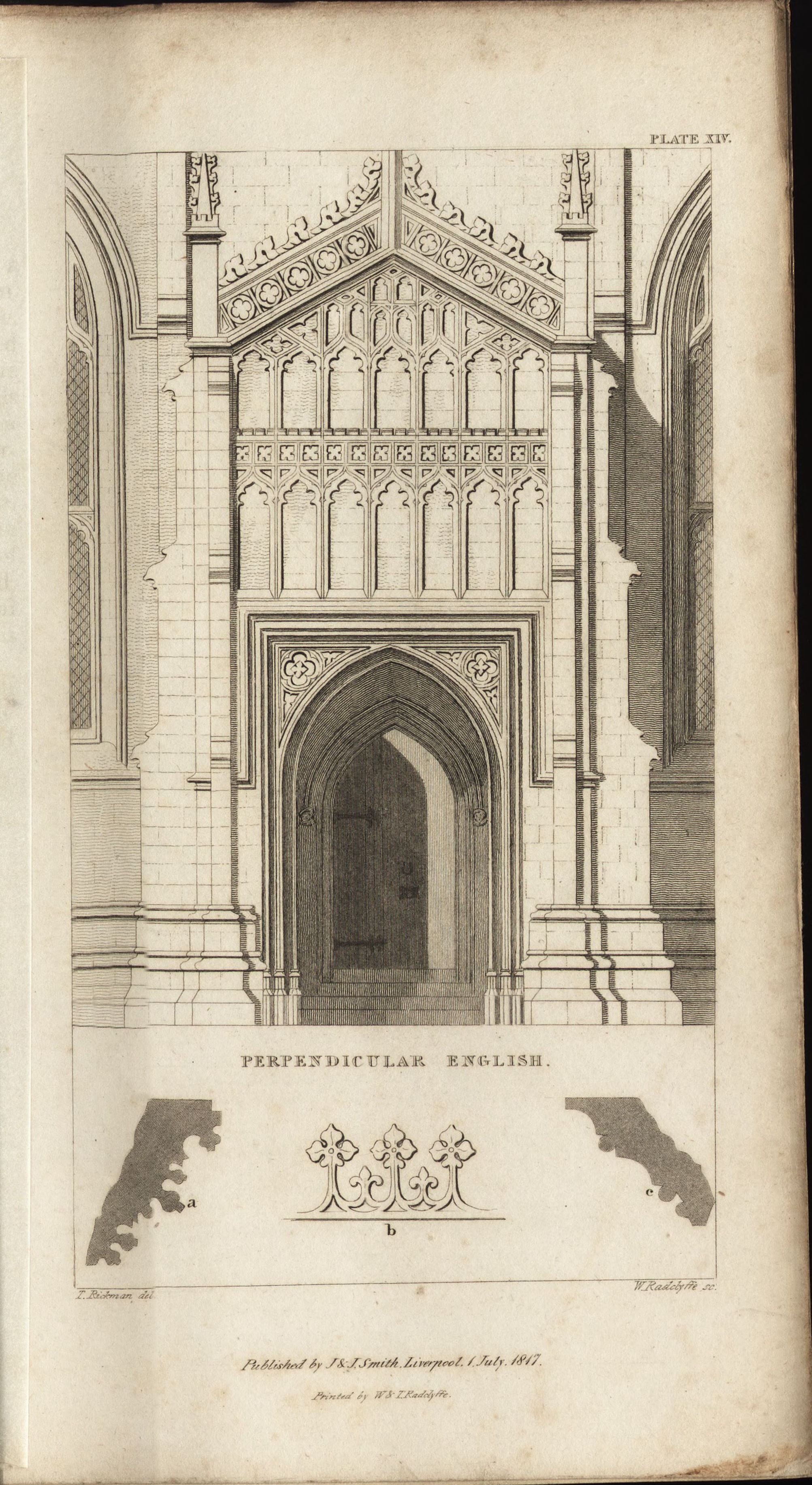
Przedsionek w stylu perpendicular, ustawiony jest przy nawach bocznych budynku, z którego widać część dwóch okien. Ten przedsionek ma trzyczęściowe przypory, tworzące kąty proste i pozostawiające narożnik, na którym umieszczono blankowany szczyt. Przypory mają profilowane okapniki. Otwór drzwiowy w ostrołuku, osadzony jest w prostokątnych odrzwiach, pachwina łuku wypełniona ślepym maswerskiem panelowym, kwiatowym, a okapnik biegnie równolegle do kamieni ściennych, ale nie wokół przypór. Wewnętrzny otwór drzwiowy zwieńczony jest ostrołukiem i równoległym do niego okapnikiem. Nad drzwiami aż do szczytu znajdują się dwa rzędy paneli dekoracyjnych, rozstawione osiowo, symetrycznie, w siedmiu kolumnach, tworzące ślepy maswerk z blankowanym nadświetlem i linią czwórliści. Blankowanie składa się z czwórliści osadzonych w kwadratach, zwieńczone żabkami, biegnącymi w górę, tak, aby objąć krzyż, którego cokół wydaje się wyrastać z gzymsu nadproża. Gzyms prosty, dorycki. Listwy podstawy składają się z trzech części..

Styl jest zaliczany jako faza późnej architektury gotyckiej w Anglii mniej więcej równoległa w czasie do francuskiego stylu Flamboyant. Styl skupiał się na tworzeniu bogatych efektów wizualnych poprzez dekorację. Perpendicular znaczy i prostopadły i pionowy i obydwa znaczenia mają sens w opisie stylu.

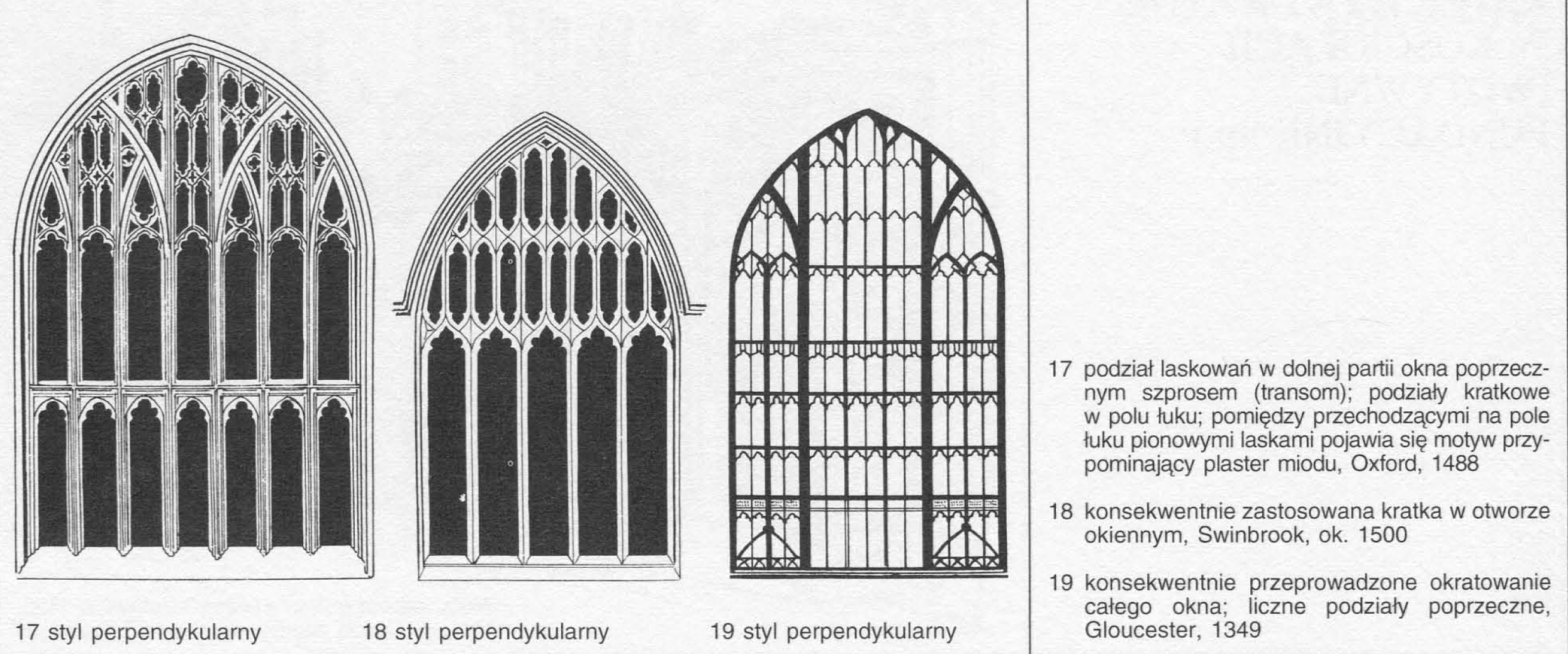
17) podział laskowań w dolnej partii okna poprzecznym szprosem (transom); podziały kratkowe w polu łuku; pomiędzy przechodzącymi na pole łuku pionowymi laskami pojawia się motyw przypominający plaster miodu, Oxford, 1488; 18) konsekwentnie zastosowana kratka w otworze okiennym, Swinbrook, ok. 1500; 19) konsekwentnie przeprowadzone okratowanie całego okna; liczne podziały poprzeczne, Gloucester, 1349

Charakteryzował się przewagą pionowych linii w kamiennych maswerkach okiennych, powiększaniem okien do dużych rozmiarów i przekształcaniem wewnętrznych kondygnacji w pojedynczą, zunifikowaną przestrzeń. Popularne stały się sklepienia wachlarzowe, wyrastające ze smukłych kolumn lub pilastrów. Kratownicowe podziały okien z pionowymi laskowaniami połączone poziomymi szprosami (Rectilinear Style). Spotykany jest tzw. maswerk panelowy, w którym gęsto rozstawione, pionowe szprosy wzmacniane są poziomymi stężeniami i dochodzą w linii prostej do łuku. Łuk często jest tzw. łukiem tudorów. Podziały maswerkowe przypominające plaster miodu, nie ograniczają się do pola łuków. Płaszczyzny ścian, filary, płyciny wokół portali, sklepienia pokryte są gęstą siecią ślepych, płaskich maswerków o podziale na wysokie, prostokątne pola, zwieńczone trój- lub pięcioliściem, oddzielone od siebie laskowaniem. Bazy są wysokie i smukłe, głowice, przeważnie ośmioboczne, mają profilowane lub rzadziej rzeźbione detale i – bazy i głowice znajdują się tylko nad służkami. Fryzy często zdobione są naturalistycznym motywem roślinnym lub pojedynczymi, geometrycznymi liśćmi.
Najstarszym zachowanym przykładem stylu jest prawdopodobnie chór katedry w Gloucester (rozpoczęty ok. 1335). Inne ważne zabytki to kaplica King’s College w Cambridge (1446–1515) i kaplica Henryka VII w Opactwie Westminsterskim. W XVI wieku szczepienie elementów renesansowych na styl prostopadły zaowocowało stylem Tudorów (typ brytyjskiej architektury, głównie prywatnej, która w latach 1485–1558 połączyła renesansowe elementy dekoracyjne ze stylem gotyku wertykalnego). 